# ナサラワ州

ナサラワ州
Nasarawa State州の愛称: 固体鉱物の故郷

ナサラワ州（ナサラワしゅう、英語：Nasarawa State）はナイジェリア中部の州。

## 歴史
1996年にプラトー州の南西部が分割され設置された。

## 地理
北にカドゥナ州、東にタラバ州、南にベヌエ州、南西にコギ州、西にアブジャ首都圏と接する。

## 経済

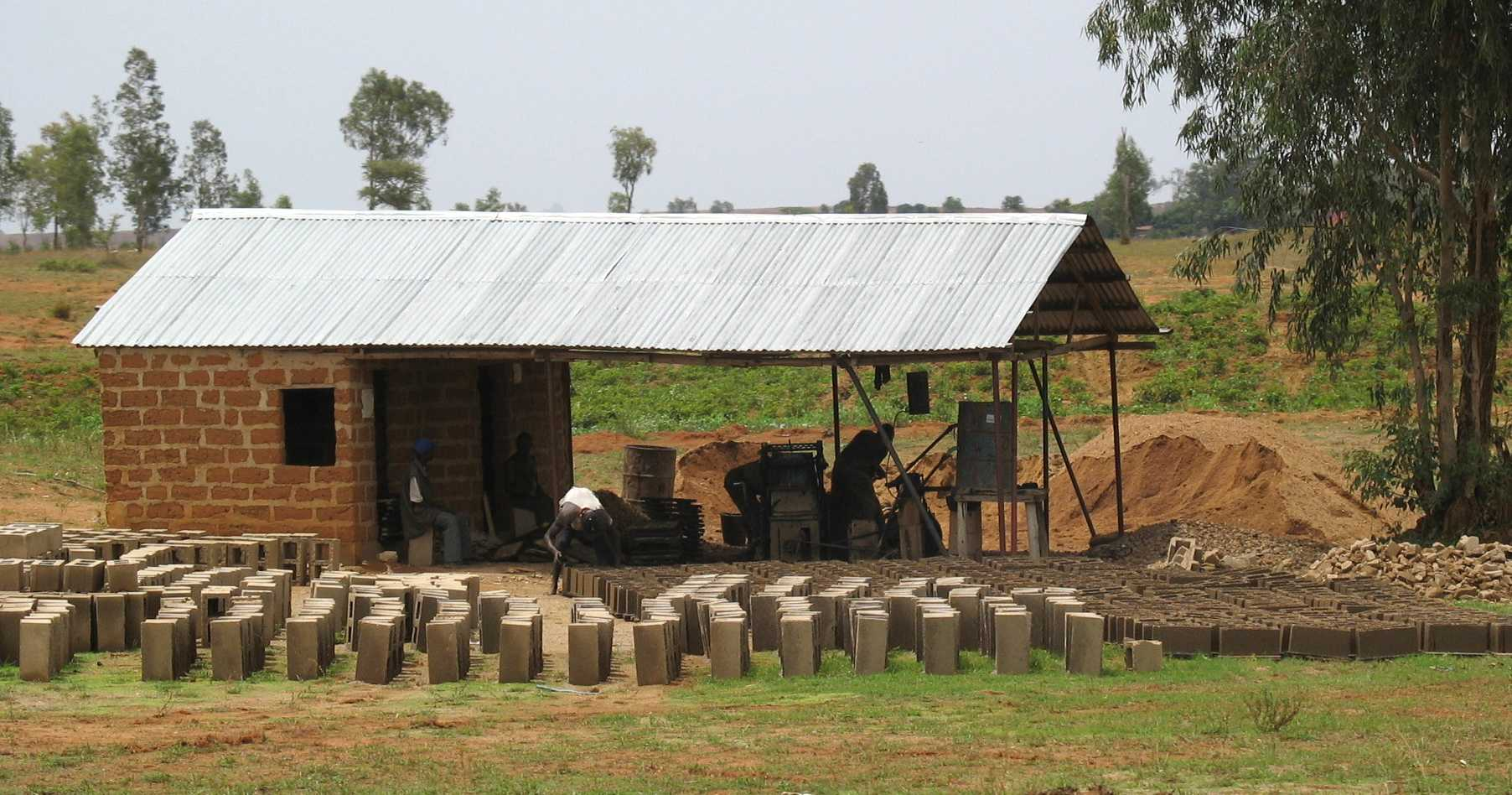
コンクリートブロック工場

農業が主な産業で、多くの商品作物が年中栽培される。塩やボーキサイトなども生産される。

## 交通
ナイジェリア鉄道公社 (NRC) のポートハーコート―マイドゥグリ線が通る。

## 住民
最西部にイグビラ族、最北部にカタブ族、北西部にグワリ族、北東部にアンガス族、南東部にティヴ族、南西部にイドマ族が主に住む。

## 教育
連邦高等専門学校や教育大学、農業大学、芸術科学技術大学などがある。

## 地方行政区
ナサラワ州には13の地方行政区 (LGA) が置かれている。
| - アウェ - アクワンガ | - オビ - カル - ケアナ | - ケッフィ - ココナ - トト | - ドマ - ナサラワ - ナサラワ・エッゴン | - ラフィア - ワンバ |

## 脚註
1. ↑  ethnic map of nassarawa state by local government area, ナイジェリア国家統計局。2008年7月5日閲覧。